# 陈培熹
陈培熹（1923年—？），男，广东台山人，中国生理学家，曾任中山医科大学教授、博士生导师，中国生理学会理事。